# Emangioma sclerosante
L' emangioma sclerosante  è una rara neoplasia di carattere benigno che colpisce la cute, si ritrova maggiormente nelle gambe e in minore frequenza nelle mani e nei piedi. Può formarsi in seguito a traumi multipli che vedono la formazione di un ematoma non riassorbito.

## Caratteristiche
Si mostra lesione singola, di piccole dimensioni (dimensioni della massa non superiori ai 3 cm), la sua progressione è lenta e nel caso di escissione completa non porta a recidive.

## Terapia
Il trattamento chirurgico può essere risolutivo.